# Oelde
Oelde (IPA: [ˈœldə]; in basso tedesco Üle) è una città di 29 210 abitanti della Renania Settentrionale-Vestfalia, in Germania.
Appartiene al distretto governativo (Regierungsbezirk) di Münster e al circondario (Kreis) di Warendorf (targhe WAF e BE).
Oelde possiede lo status di "Media città di circondario" (Mittlere kreisangehörige Stadt).

## Geografia antropica

### Suddivisioni amministrative
Oelde è formata dalle seguenti località (frazioni):
- Oelde
- Stromberg
- Lette
- Sünninghausen